# Zoutmijn

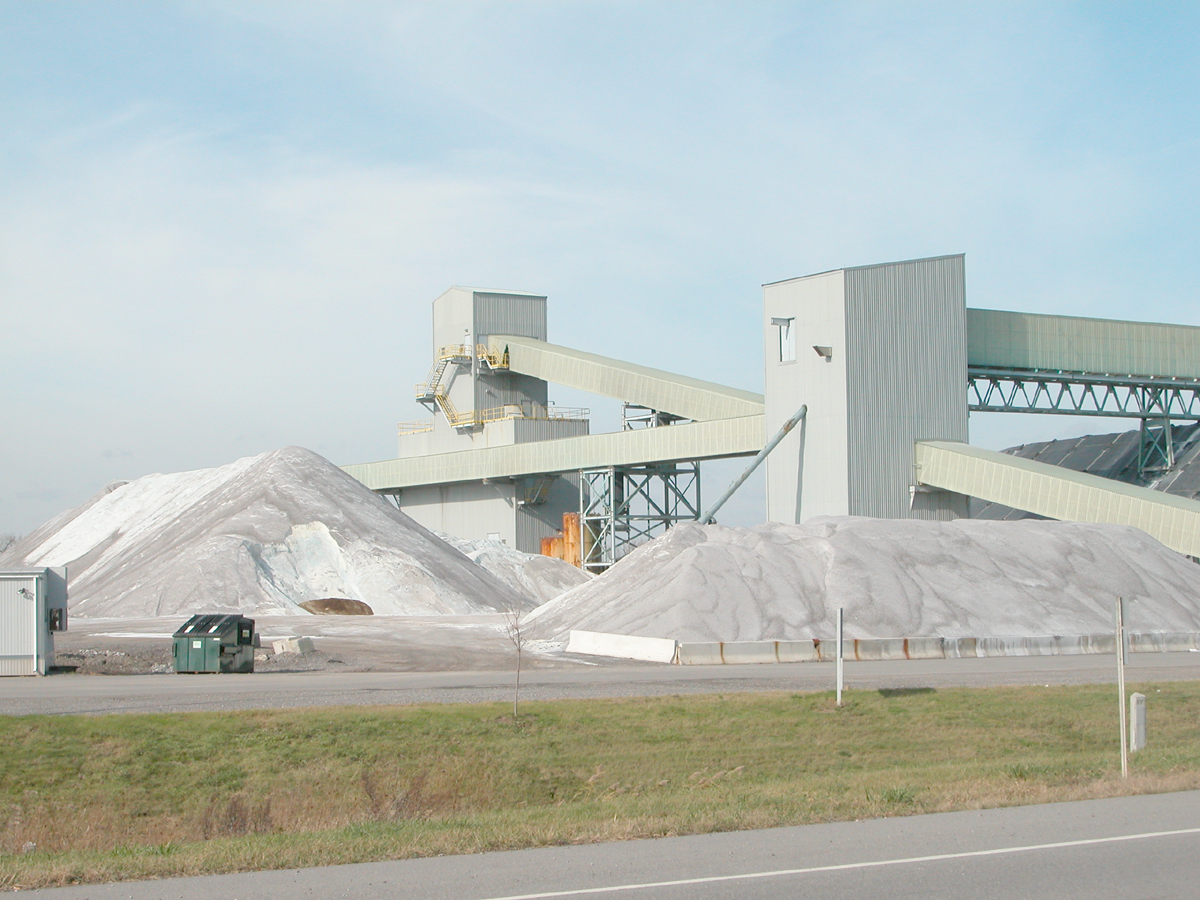
Zoutmijn in de Verenigde Staten

Een zoutmijn is een mijn met als doel het winnen van steenzout (haliet).

## Geschiedenis
In de tijd voor de uitvinding van de verbrandingsmotor en daarmee grote graafmachines, was het winnen van zout een gevaarlijke werkzaamheid. Voor de industriële revolutie was zout een schaars goed, en zoutwinning uit mijnen was vaak arbeid die door slaven of gevangenen werd verricht.

## Bekende grote zoutmijnen
Gebieden die bekendstaan om zoutwinning zijn:
- Noord-Ierland: de mijnen van Kilroot nabij Carrickfergus
- Engeland: Cheshire en Worcestershire
- Duitsland: Rheinberg ; Lüneburg ; de streek ten oosten van Dortmund , met o.a. Werl en Soest (Duitsland)
- Polen: Wieliczka en Bochnia
- Oostenrijk: Hallstatt en Salzkammergut
- Bosnië: Tuzla
- Roemenië: Slănic, Cacica, Ocnele Mari, Salina Turda, Târgu Ocna, Ocna Sibiului en Praid
- Bulgarije: Provadia
- Frankrijk: Salins-les-Bains en de bijhorende Koninklijke zoutziederij van Arc-et-Senans
- Zuid-Italië: Racalmuto, Realmonte en Petralia Soprana (producent: Italkali)
- Marokko: de zoutmijn van Khémisset waar JMS sarl de mijn exploiteert.
- Pakistan: Khewra en Warcha
- Verenigde Staten: de Detroit Salt Company met 10 km² complex onder de grond op een diepte van 340 m.
- Canada: De Sifto-zoutmijn in Goderich, Ontario, is op dit moment de grootste werkende zoutmijn in de wereld.

Heden ten dage zijn veel zoutmijnen eigendom van grote multinationals, zoals AkzoNobel en Cargill. Veel kleine mijnen zijn in privébezit.

## Opslag radioactief afval
Zoutmijnen die uitgeput zijn worden soms beoogd of daadwerkelijk gebruikt als opslagruimte voor radioactief afval, omdat de geologische structuur vaak zeer stabiel is. Voorbeelden zijn Asse, Morsleben, Gorleben.